# پمبرتون هایتس (نیوجرسی)
پمبرتون هایتس (به انگلیسی: Pemberton Heights) یک منطقهٔ مسکونی در ایالات متحده آمریکا است که در پمبرتون، نیوجرسی واقع شده‌است. پمبرتون هایتس ۲٫۴۲۷ کیلومتر مربع مساحت و ۲٬۴۲۳ نفر جمعیت دارد و ۱۸ متر بالاتر از سطح دریا واقع شده‌است.